# NGC 1488
NGC 1488 é uma estrela dupla na direção da constelação de Taurus. O objeto foi descoberto pelo astrônomo Edward Cooper em 1854, usando um telescópio refrator com abertura de 13,5 polegadas. 